# Hilara pallens
Hilara pallens är en tvåvingeart som först beskrevs av Macquart 1823.  Hilara pallens ingår i släktet Hilara och familjen dansflugor.
Artens utbredningsområde är Frankrike. Inga underarter finns listade i Catalogue of Life.